# جون-پل مکگوورن
جون-پل مکگوورن (انگلیسی: Jon-Paul McGovern؛ زادهٔ ۳ اکتبر ۱۹۸۰<) بازیکن فوتبال اهل بریتانیا است.
از باشگاه‌هایی که در آن بازی کرده است می‌توان به باشگاه فوتبال کلاید، باشگاه فوتبال شفیلد ونزدی، باشگاه فوتبال لیوینگستون، باشگاه فوتبال سلتیک نیشن، باشگاه فوتبال کارلایل یونایتد، باشگاه فوتبال ایر یونایتد، باشگاه فوتبال دری سیتی، باشگاه فوتبال میلتون کینز دونز، باشگاه فوتبال سوئیندون تاون، باشگاه فوتبال سلتیک، و باشگاه فوتبال شفیلد یونایتد اشاره کرد.